# Lando Fiorini
Leopoldo Fiorini, más conocido por su nombre artístico Lando Fiorini, fue un artista, actor y cantante italiano, conocido principalmente por haber interpretado canciones populares en italiano y romanesco.

## Primeros años
Nacido en Roma, en el seno de una modesta familia del barrio de Trastévere, siendo el menor de ocho hijos. Sus padres lo confiaron a una familia modenesa, los Montanari, viviendo con ellos durante unos dos años en Disvetro, en la provincia de Módena. Su madre falleció cuando solo tenía 14 años, quedando afectado por esta pérdida.
Al regresar a Roma, trabajó en diversos oficios: barbero, reparador de bicicletas y maletero, aunque nunca perdía la oportunidad de cantar, animado principalmente por su amigo Amadeo Silvestri, cajero de la compañía D'Acunto-Santini, quién lo animó a presentarse a sus primeras audiciones par iniciar una carrera como cantante.
Debutó en vivo en abril de 1960, actuando en el "Teatro dei Satiri" en un espectáculo organizado por la escuela de canto a la que asistía junto con otros cantantes, entre ellos un joven Roberto Castiglione.

## Carrera
En 1962 participó en el festival Cantagiro, teniendo un gran éxito, posteriormente se presentó a Pietro Garinei y participó en el musical Rugantino, dirigido por Garinei y Giovannini, interpretando el papel del narrador y plebeyo romano que cantaba la canción Ciumachella de Trastevere. Mientras tanto, empezaron sus apariciones en radio y televisión. En radio, durante dos años consecutivos, presentó l'Arciroma, mientras que en televisión participó en varios programas. Después Fiorini protagoniza una película junto a Franco Franchi y Ciccio Ingrassia, Storia di fifa e di coltello - Er seguitore der Più, parodia de Er più - Storia d'amore e di coltello de Sergio Corbucci con Adriano Celentano, en el papel del narrador Verdicchio.
En 1972, Fiorini, acompañado por Toni Ucci, Rod Licary y Ombretta De Carlo, partió hacia Turín para grabar su primera serie de televisión de cuatro partes: Ciao, torno subito. Posteriormente, participó en otros dos programas: Come quando fuori piove, interpretando la canción Cento campane, tema principal de la conocida telenovela Il segno del comando, grabada originalmente por Nico, y Adesso musica. En este último, además de cantar Dammelo un bacetto, contó anécdotas y presentó al público su último LP recién publicado, Roma, ieri e oggi.
En 1973 participó en Canzonissima con la canción Cento campane.
En 1974, interpretó la canción Er monno en el programa de televisión Girovacanze, canción que llevó a la final de Un disco per l'estate. También participó en Canzonissima en la ronda folclórica con Barcarolo romano, obteniendo la mayor cantidad de votos del jurado (300) en la historia del programa. Su victoria era prácticamente inevitable, sin embargo no se le dio. Sin embargo, como también escribirían los periódicos, Fiorini fue el ganador moral de Canzonissima.
También cantó para televisión. En 1976, presentó el programa Er Lando Furioso'x junto con Maria Rosaria Omaggio. También escribió la letra de la canción Un sogno di marmo, compuesta por Stelvio Cipriani, de la miniserie Il fauno di marmo.
En 1977 compuso junto al cantautor Silvano Polidori la canción Forza Roma, para el equipo de fútbol Roma de quién era hincha, que sonó en el estadio durante los partidos de local del equipo desde 1977 hasta finales de los años 80.
Luego conoció a Erminio Macario y fue contratado por él como "joven actor". Fiorini aceptó con entusiasmo y se fue a Milán, donde grabó dos episodios del programa de televisión Macario più. Después participó en el programa Una valigia tutta blu'x con Walter Chiari, donde interpretó con gran éxito Barcarolo romano. Después grabó el tema principal de la radionovela Paolo Pelliccioni, brigante. En la década de 1980, apareció en numerosos programas de la RAI, incluyendo Il guastafeste y Musica e parole per un giorno di festa, con letra de Marco Di Tillo.
En 1983 cantó Amore giallorosso, que se convirtió en el tema principal de un programa de televisión de la RAI en honor al equipo de fútbol campeón italiano.
Participó en el Festival de la Canción de San Remo 1994 representando a Italia cantando Una vecchia canzone italiana.
Desde finales de los años noventa, además de sus compromisos teatrales con Puff, dividió su vida entre grabaciones y apariciones televisivas dominicales, especialmente en Quelli che il calcio, como hincha de la Roma.

## Cabaret
En 1968, Fiorini abrió uno de los primeros cabarets de Roma: Il Puff, que agotaba todas las entradas cada temporada. Inicialmente se ubicaba en la Via dei Salumi y posteriormente se trasladó a su ubicación actual en Via Giggi Zanazzo.
En 2008 el histórico local cumplió 40 años. Para la ocasión, Lando y su equipo llevaron a escena La ridere fa 40 junto a los actores Camillo Toscano, Loretta Rossi Stuart y Costanza Noci.

## Vida privada
Vivía en Monteverde y solía alojarse en Canterano, donde tenía una casa de campo para veranear y gustaba de su tiempo libre. El 30 de agosto de 1964 se casó con Ana Ghezzi, con quien tuvo dos hijos: Francisco Saverio y Carola.

## Muerte
Falleció en su natal Roma la tarde del 9 de diciembre de 2017 a la edad de 79 años. a causa de un mesotelioma, que padecía desde el 2003. La capilla ardiente se instaló al día siguiente en el Capitolio, en la sala de la Protomoteca, mientras que el funeral se celebró el 11 de diciembre en la Basílica de Santa María en Trastevere, a la que asistieron muchas personas, entre ellas políticos, futbolistas y figuras del espectáculo; tras la ceremonia fúnebre, su cuerpo fue depositado en la capilla familiar del Cementerio de Verano.

## Discografía
- 1963 - Rugantino
- 1964 - Mi Roma
- 1966 - Paseos Romanos
- 1970 - Y este amor
- 1971 - Tan bella como te hizo tu madre
- 1972 - Roma ayer y hoy
- 1974 - Roma el proxeneta
- 1975 – Siempre es primavera en Roma
- 1976 - La serenata pasa / Una oración por una Roma desaparecida
- 1977 - Con amor y rabia
- 1977 - Fuerza Roma
- 1982 - Mordiscos y besos
- 1984 - Recuerdos de Roma/Momentos de amor
- 1985 - Entre los sueños y la vida
- 1986 - Las canciones romanas más bellas
- 1991 - Y ahora amor
- 1993 – Puff… Lando y otros éxitos
- 1995 – Una voz… una ciudad
- 1996 – Debe haber un gran amor
- 1998 - Aria de Roma[10]
- 2000 – Roma, un sueño dentro de una canción
- 2001 - Fuerza Roma
- 2002 - Fábulas, sonetos de Trilussa y canciones de Lando Fiorini
- 2002 - Entre la gente
- 2005 - Cómo explicar qué es el amor - Edición Platino
- 2005 - Así es la vida
- 2007 - 100 campanas 100 canciones
- 2010 – Déjame presentarte mi Roma

## Filmografía

### Cine
- Altissima pressione, dirigida por Enzo Trapani (1965)
- Storia di fifa e di coltello - Er seguito der Più, dirigida por Mario Amendola (1972)
- Sing Sing, dirigida por Sergio Corbucci (1983)

### Televisión
- Pazza famiglia – serie TV, episodi 2x7-2x8 (1996)